# Willy-Brandt-Platz (Bremerhaven)
Der Willy-Brandt-Platz ist ein Platz in Bremerhaven-Mitte und umfasst ca. 13.000 m². Im Süden und Westen wird er von der Weser begrenzt, im Norden vom Neuen Vorhafen. Im Osten reicht er bis an den Zoo am Meer und die Strandhalle heran. In Ufernähe ist der Platz mit zwei künstlerisch gestalteten Versorgungsstationen für anlegende Schiffe ausgerüstet. Sie enthalten auch Rettungsringe. In den Sommermonaten wird die Kaje um die Schwimmanleger der Seebäderkaje verlängert. Bei höher auflaufenden Sturmfluten wird der Platz überspült und steht zeitweise unter Wasser.
Der Platz liegt in den Havenwelten und wurde 2012/2013 in seine heutige Form gebracht. Namensgeber ist der ehemalige Bundeskanzler Willy Brandt. Die asphaltierte Fläche des Platzes ist mit Darstellungen verschiedener Fischarten versehen. Erläuterungen dazu befinden sich an der Hochwasserschutzmauer zum Zoo am Meer. Für Passanten stehen mehrere sturmflutsichere Bänke zur Verfügung. Am Rande des Willy-Brandt-Platzes steht vor der Mauer zum Zoo am Meer das Bremerhaven Unterfeuer, ein auch Minarett genannter rot-weiß gestreifter Leuchtturm. Im Süden des Platzes, in der Nähe der Seebäderkaje wurde das Auswandererdenkmal aufgestellt.
Der Platz wird gelegentlich für Open-Air-Konzerte oder Freiluft-Ausstellungen (Präsentation von Rettungsdiensten, Oldtimer-Treffen u. a.) genutzt.
Im Jahr 2015 wurde der Platz mit dem Green Good Design Award des Chicago Athenaeum Museum of Architecture and Design und dem OLB-Preis für Architektur und Ingenieurbau ausgezeichnet.

## Bilder

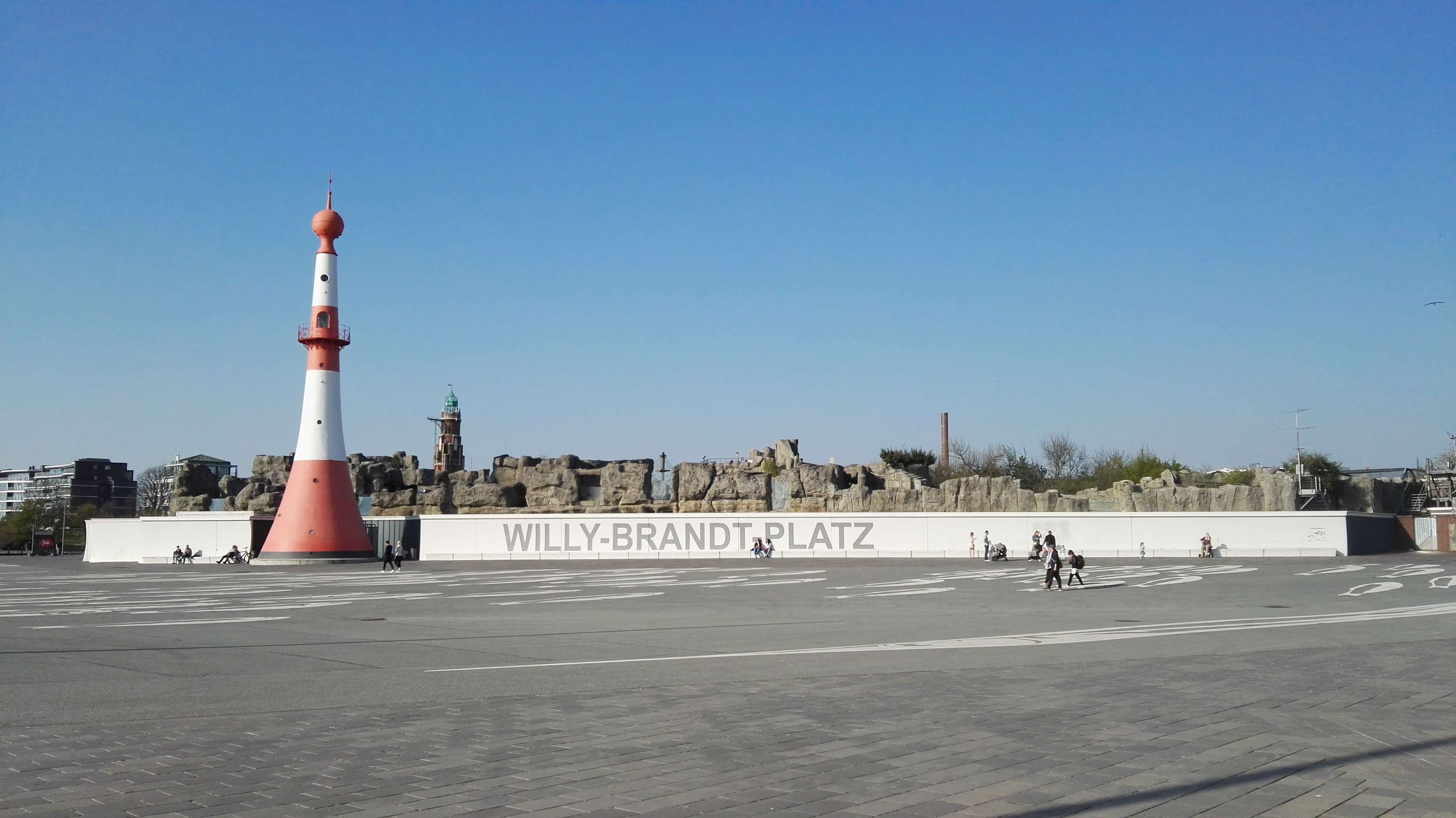
Platz mit Unterfeuer und Zoo am Meer im Hintergrund
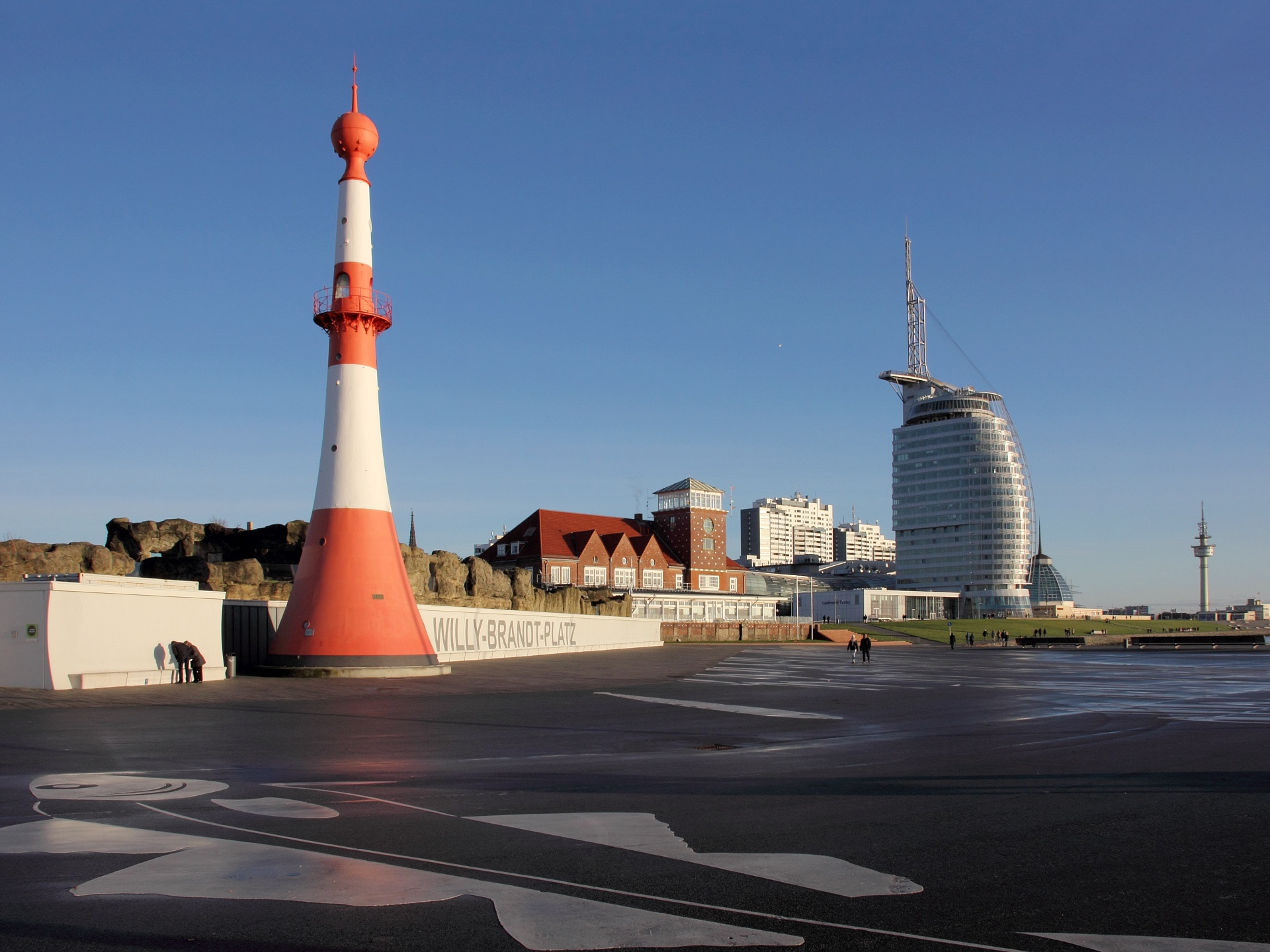
Willy-Brandt-Platz
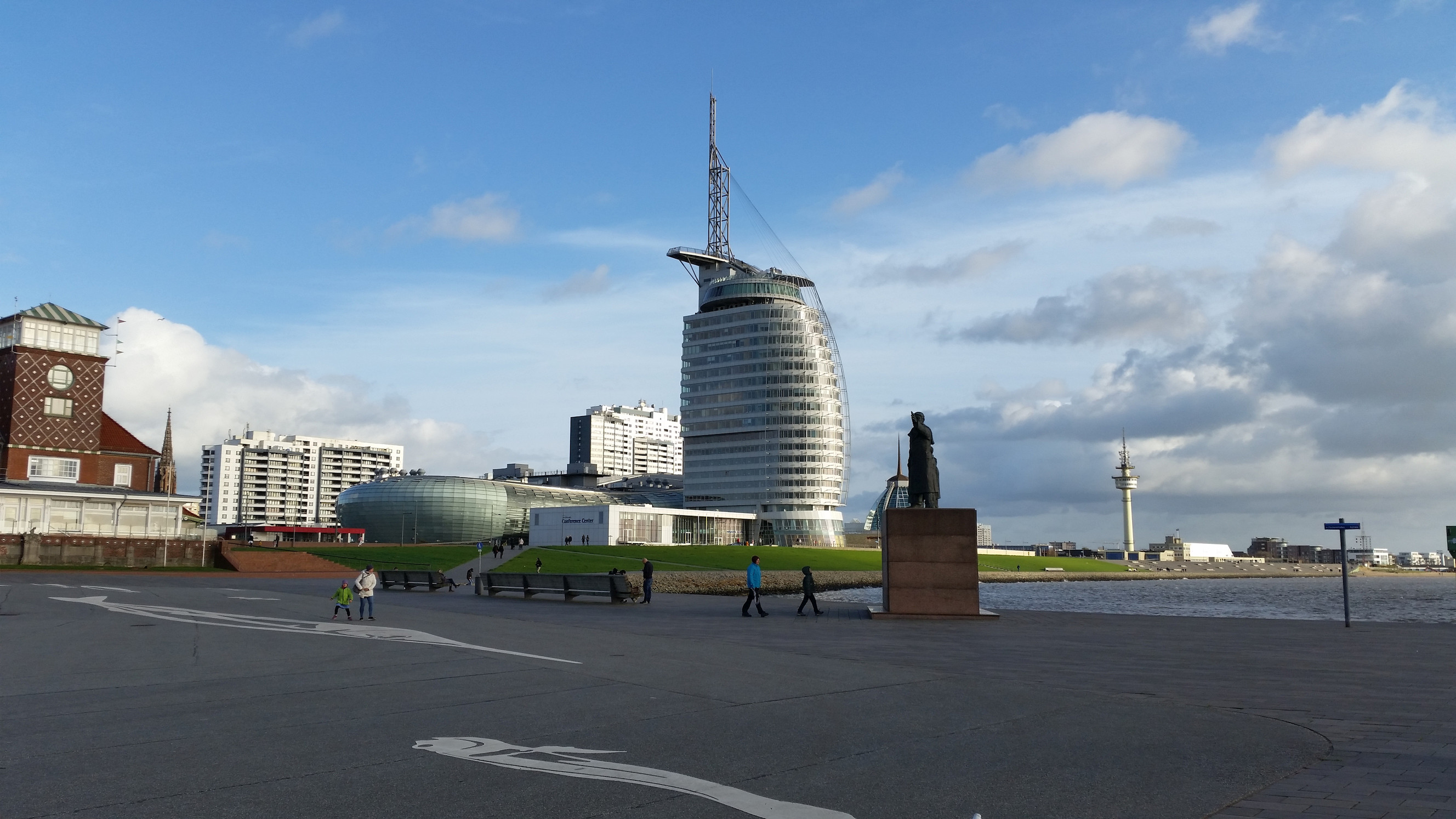
Willy-Brandt-Platz in Bremerhaven mit Denkmal
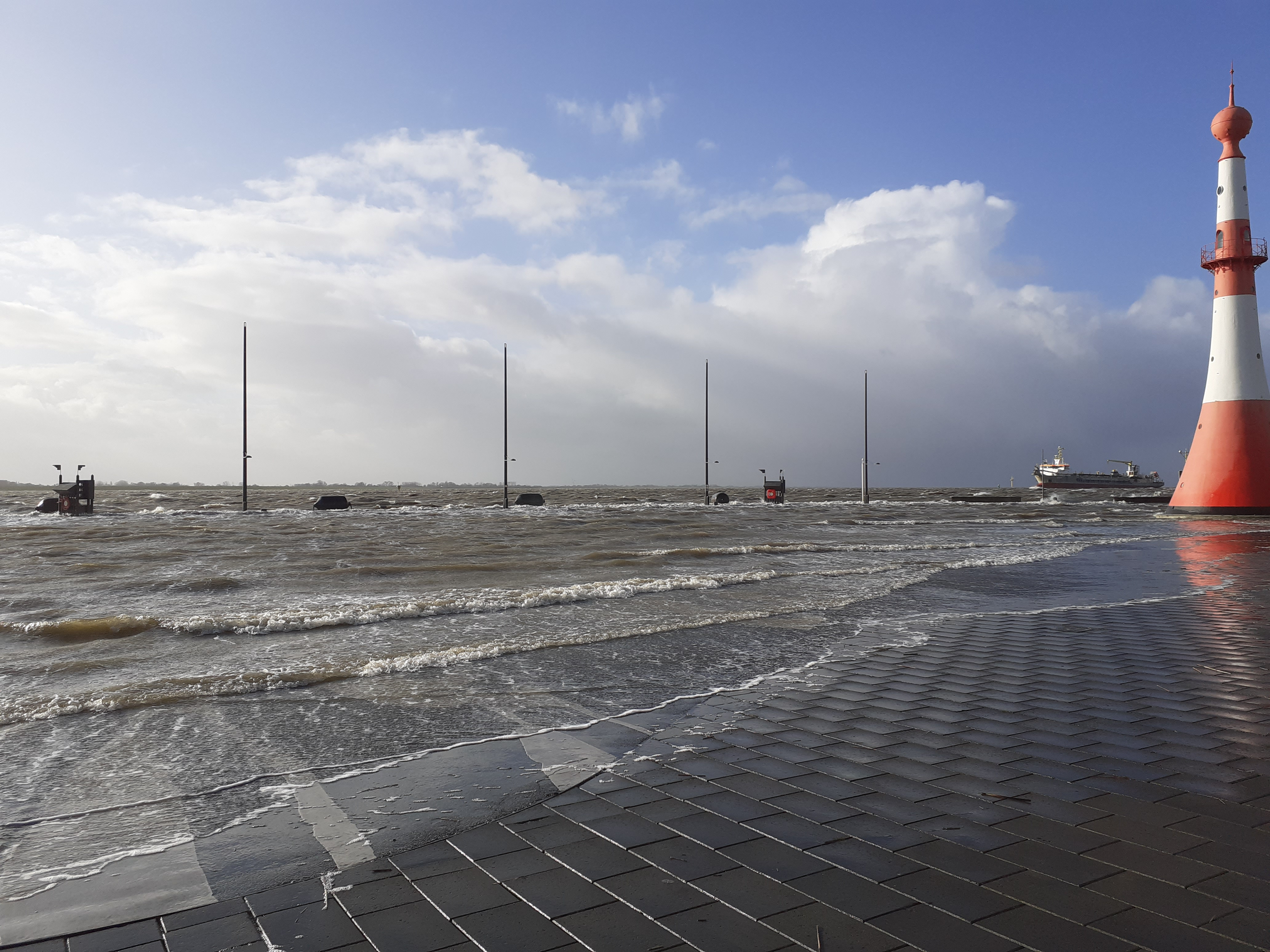
Sturm Sabine überspült den Willy-Brandt-Platz (2020)
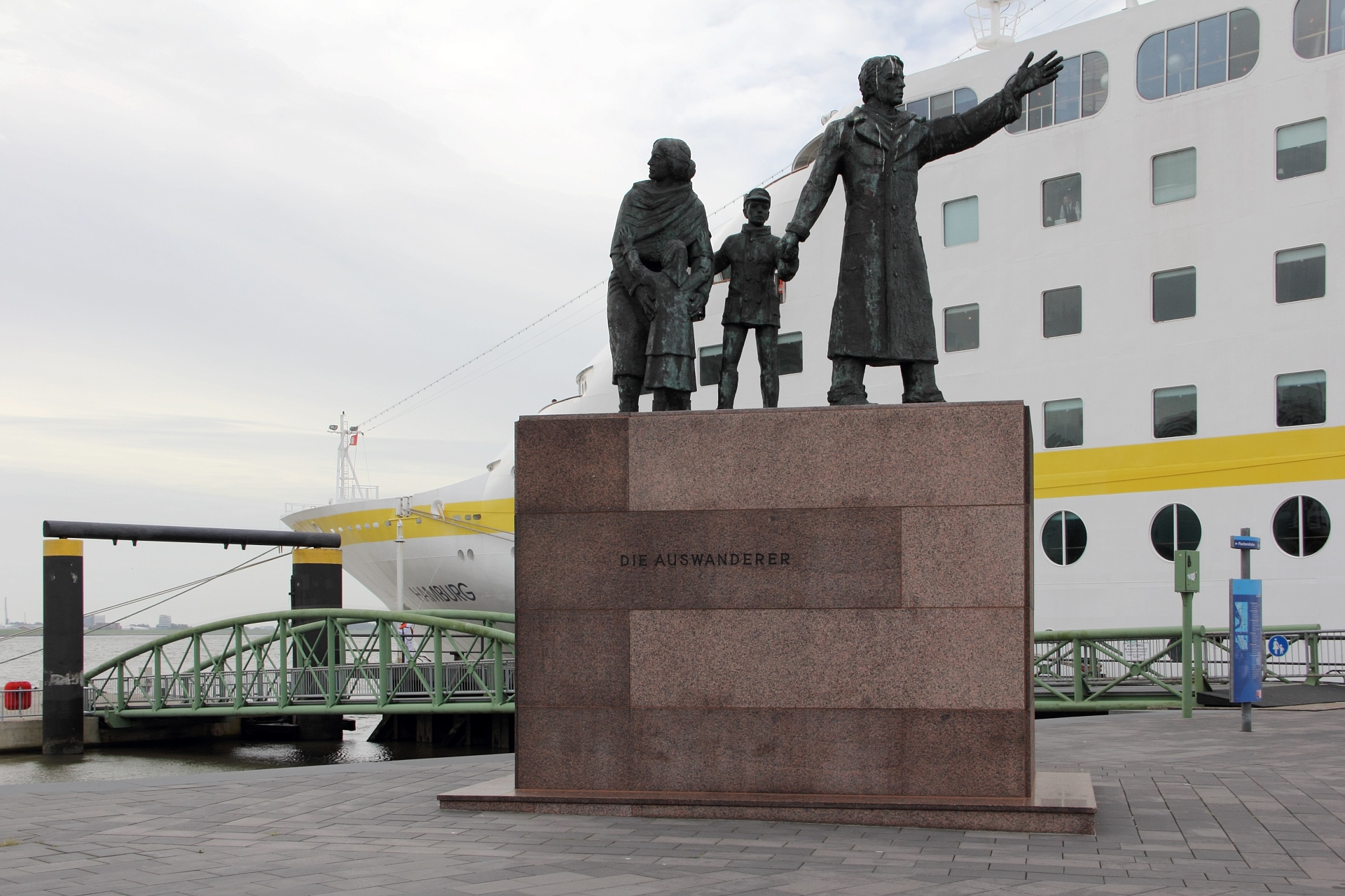
Auswanderer-Denkmal auf dem Willy-Brandt-Platz
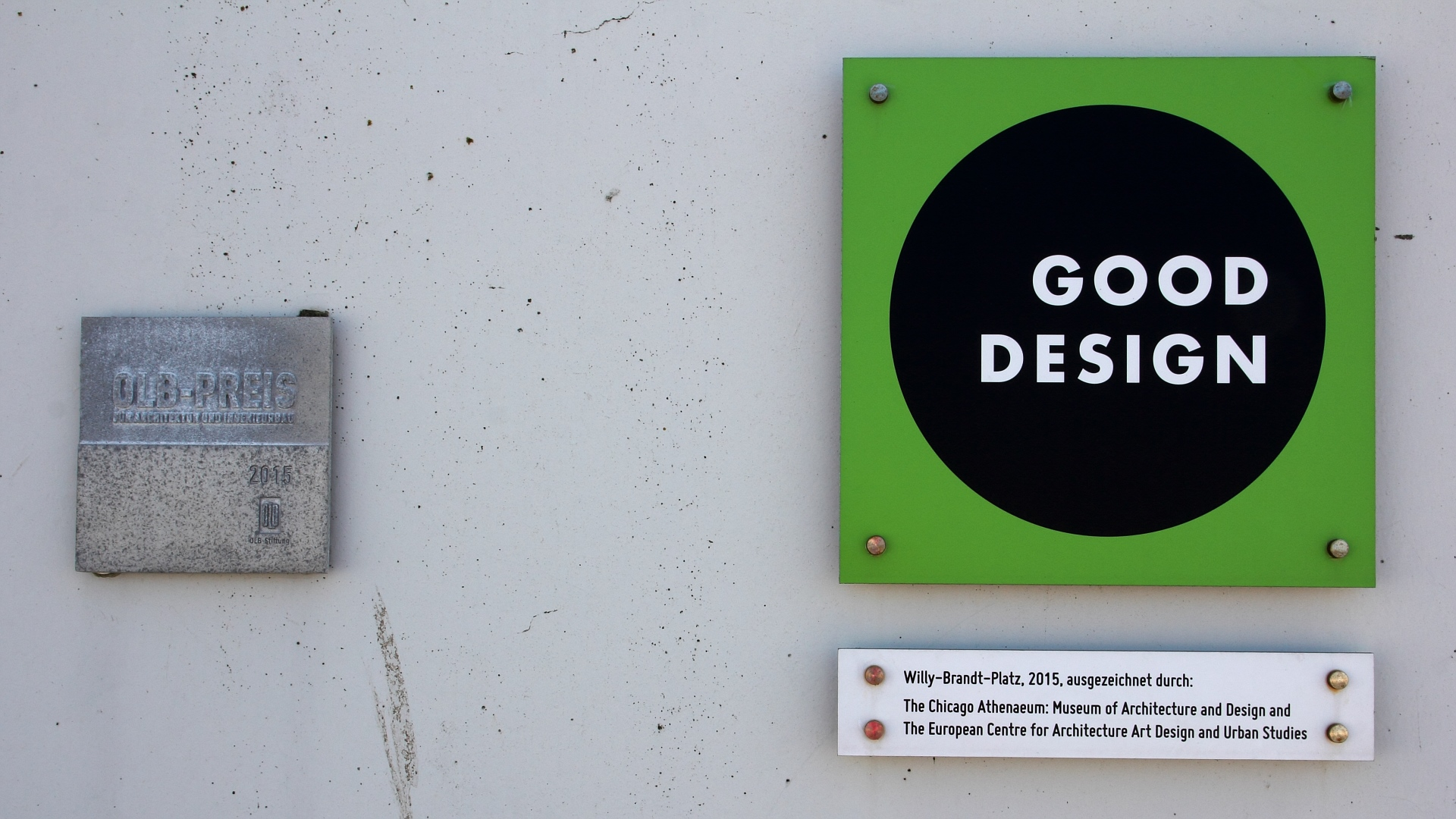
Good Design und OLB Preis-Plaketten am Willy-Brandt-Platz
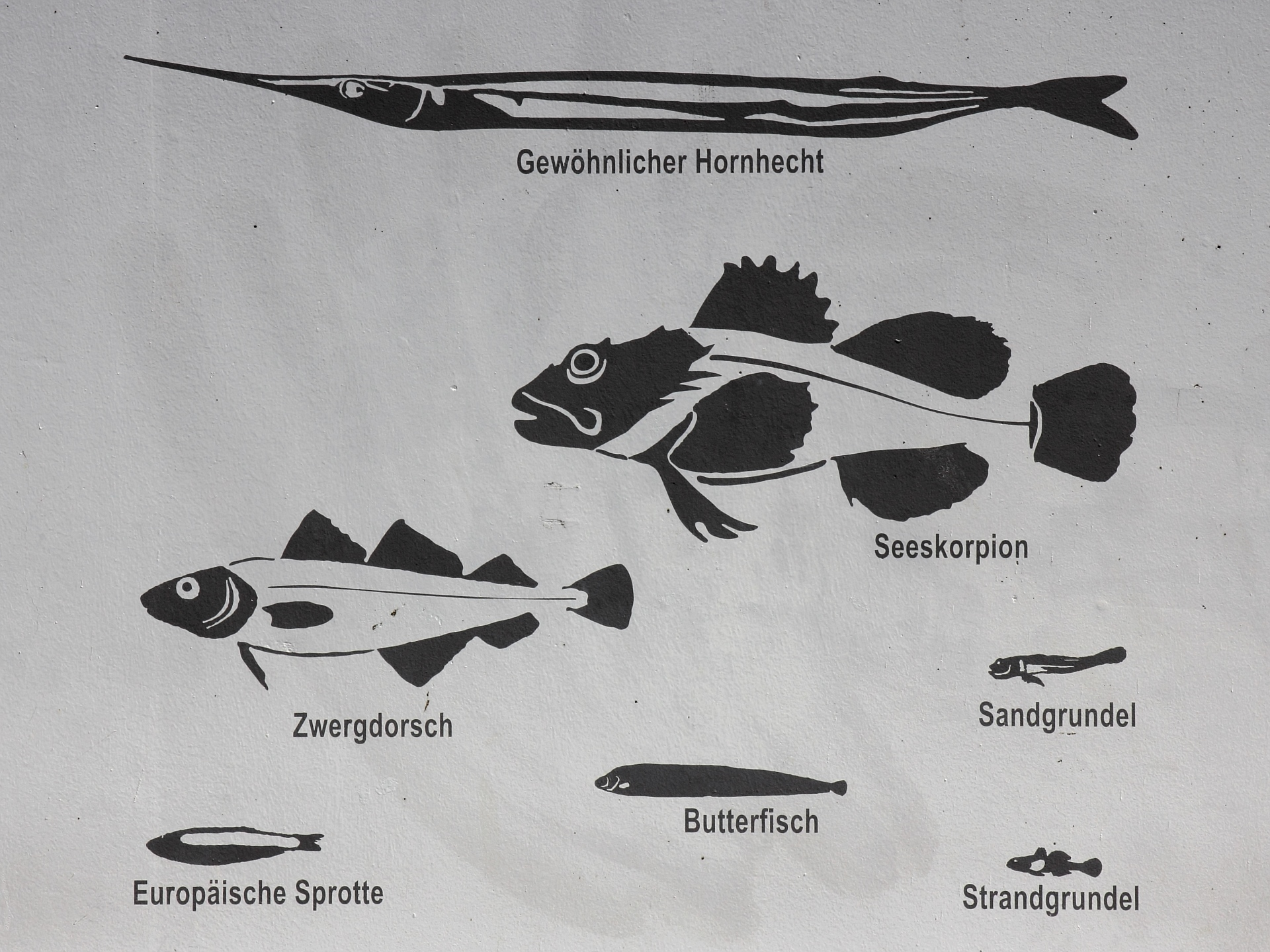
Willy-Brandt-Platz: auf dem Boden dargestellte Fische